# Молодіжний (U-23) кубок африканських націй
Молодіжний (U-23) кубок африканських націй (англ. Africa U-23 Cup of Nations) — футбольний турнір для африканських збірних віком до 23 років, заснований 2011 року. Одночасно є кваліфікацією африканських збірних на футбольний турнір Олімпійських ігор.

## Результати
| 2011 Деталі | Марокко | Габон   | 2 — 1    | Марокко     | Єгипет | 2 — 0            | Сенегал |
| 2015 Деталі | Сенегал | Нігерія | 2 — 1    | Алжир       | ПАР    | 0 — 0 3 — 1 пен. | Сенегал |
| 2019 Деталі | Єгипет  | Єгипет  | 2 — 1 дч | Кот-д'Івуар | ПАР    | 2 — 2 6 — 5 пен. | Гана    |

## По збірним
| Збірна      | Чемпіонств | 2 місць  | 3 місць        | 4 місць        |
| ----------- | ---------- | -------- | -------------- | -------------- |
| Єгипет      | 1 (2019)   | –        | 1 (2011)       | –              |
| Габон       | 1 (2011)   | –        | –              | –              |
| Нігерія     | 1 (2015)   | –        | –              | –              |
| Марокко     | –          | 1 (2011) | –              | –              |
| Алжир       | –          | 1 (2015) | –              | –              |
| Кот-д'Івуар | –          | 1 (2019) | –              | –              |
| ПАР         | –          | –        | 2 (2015, 2019) | –              |
| Сенегал     | –          | –        | –              | 2 (2011, 2015) |
| Гана        | –          | –        | –              | 1 (2019)       |